# Kristina Bergstrand
Kristina Bergstrand, född 4 oktober 1963 i Stockholm, är en svensk ishockeyspelare.
Bergstrand deltog i Olympiska vinterspelen 2002 i Salt Lake City, där laget vann brons. Bergstrand är även den svenska dam som vunnit flest SM-guld i ishockey med 14 stycken. Hon vann nio stycken med Nacka HK mellan 1988 och 1998 samt fem stycken med Mälarhöjden/Bredäng Hockey mellan 1999 och 2003 .
Kristina Bergstrand har ett flertal gånger suttit i SVT Sports sändningar som expertkommentator. 